# Saliès
Saliès – miejscowość i gmina we Francji, w regionie Oksytania, w departamencie Tarn.
Według danych na rok 1990 gminę zamieszkiwało 611 osób, a gęstość zaludnienia wynosiła 172 osób/km² (wśród 3020 gmin regionu Midi-Pireneje Saliès plasuje się na 513. miejscu pod względem liczby ludności, natomiast pod względem powierzchni na miejscu 1607.).